# (33476) Gilanareiss
1999 FV54 (asteroide 33476) é um asteroide da cintura principal. Possui uma excentricidade de 0.11681200 e uma inclinação de 5.95797º.
Este asteroide foi descoberto no dia 20 de março de 1999 por LINEAR em Socorro.